# Stockholm WCT 1975
Lo Stockholm WCT 1975 è stato un torneo di tennis giocato sul sintetico indoor. È stata la 1ª edizione del torneo che fa parte del World Championship Tennis 1975. Si è giocato a Stoccolma in Svezia dal 21 al 27 aprile 1975.

## Campioni

### Singolare maschile
Arthur Ashe ha battuto in finale  Tom Okker con il punteggio di 6–4 6–2

### Doppio maschile
Arthur Ashe /  Tom Okker hanno battuto in finale  Patrice Dominguez /  Kim Warwick con il punteggio di 6–3, 7–6(3)